# Гроувър Бийч (Калифорния)
Гроувър Бийч (на английски: Grover Beach) е град в окръг Сан Луис Оубиспоу в щата Калифорния, САЩ. Гроувър Бийч е с население от 13 067 жители (2000) и обща площ от 6 км² (2,30 мили²), изцяло суша. Първоначалното име на града е било Гроувър Сити. През 1992 г. след гласуване се решава да се прекръсти на Гроувър Бийч, за да се подчертае крайокеанското му местоположение.